# Raastuvankatu (Vaasa)
Pour les articles homonymes, voir Raastuvankatu.
Raastuvankatu, est une rue des quartiers Keskusta et Hietalahti de Vaasa en Finlande.

## Histoire
Le centre-ville est organisé selon un plan hippodamien conçu par Carl Axel Setterberg en 1855.
Raastuvankatu est l'une des plus longues rues sud-nord du centre de Vaasa.
Longue d'un kilomètre et demi, la rue part au nord de la rue Rautatienkatu et se termine à Hietalahdenkatu devant la piscine de Vaasa à Hietalahti.
Les autres rues transversales sont Kirjastonkatu, Hietasaarenkatu, Hovioikeudenpuistikko, Vaasanpuistikko, Rauhankatu, Kasarminkatu, Korsholmanpuistikko et Tiilitehtaankatu.

## Bâtiments remarquables
Parmi les bâtiments bordant la rue Raastuvankatu:
| N°      | Bâtiment                      | Architecte                                      | Const.         | Image | Réf.  |
| 7       | Byholmin talo                 |                                                 | 1858           |       |       |
| 8       | Immeuble                      | Elma Lindroos Erik Lindroos                     | 1970           |       | [ 2 ] |
| 10      | Immeuble                      | Kaj Englund                                     | 1966           |       | [ 2 ] |
| 11      | Maison en bois                |                                                 | 1860           |       | [ 3 ] |
| 12–14   | Immeuble                      | Gösta Bergman                                   | 1962           |       | [ 2 ] |
| 16      | Kukkaistalo                   | Jakob Westerlund Fredrik Thesleff               | 1897 1901      |       |       |
| 17–19   | Centre Rewell                 | Viljo Revell                                    | 1960–1964      |       | [ 2 ] |
| 20      | Immeuble                      | Arvo O. Aalto                                   | 1960           |       | [ 2 ] |
| 21      | Maison Wasaborg               | J. E. Bruun Carl Schoultz Arthur Rudolf Gauffin | 1912           |       | [ 5 ] |
| 23      | Carl och Carolina             | Carl Axel Setterberg                            | 1869           |       |       |
| 24      | Maison Kurtenia               | Fredrik Thesleff                                | 1905           |       | [ 6 ] |
| 28      | Käsityötalo Loftet            | Carl Axel Setterberg                            | années 1860    |       | [ 7 ] |
| 30      | Château d'eau                 | Jussi Paatela Toivo Paatela                     | 1915           |       | [ 8 ] |
| 31      | Ancienne école de commerce    | Waldemar Backmansson Fredrik Thesleff           | 1891 1953–1954 |       | [ 3 ] |
| 32      | Maison en bois                |                                                 | 1859           |       |       |
| 34      | Ukkokoti                      | Ingvald Serenius                                | 1934           |       | [ 2 ] |
| 36      | Immeuble et église méthodiste | Karl Erik Ivars                                 | 1968           |       |       |
| 37      | Immeuble                      | Kaj Englund                                     | 1961           |       | [ 2 ] |
| 38      | Immeuble                      | Arvo O. Aalto                                   | 1955           |       | [ 2 ] |
| 43      | Keskuskoulu                   | Ingvald Serenius                                | 1938           |       | [ 2 ] |
| 44      | Église baptiste de Vasa       | Carl Staaf                                      | 1930           |       |       |
| 46a-46b | Immeubles                     | Aino Kallio-Ericsson                            | 1956 1963      |       | [ 2 ] |
| 47-49   | Immeubles                     | Keijo Petäjä                                    | 1959 1963      |       | [ 2 ] |
| 59      | Immeuble                      | Jerker Bjon                                     |                |       | [ 2 ] |